# Marko Asell
Marko Tapio Asell, noto anche con il soprannome di Aski (Ylöjärvi, 8 maggio 1970), è un politico ed ex lottatore finlandese. Specializzato nello stile greco-romano, ha vinto la medaglia d'argento ai Giochi olimpici estivi di Atlanta 1996. È stato deputato dell'Eduskunta dal 2007 al 2011 ed è stato rieletto nel 2019.

## Biografia
Nel 1993 si è classificato terzo ai Giochi del Mar Baltico. Ha rappresentato la Finlandia ai Giochi olimpici estivi di Atlanta 1996, vincendo la medaglia d'argento nel torneo dei pesi welter (−74 kg), perdendo la finale contro il cubano Filiberto Azcuy. Agli europei di Kouvola 1997 ha vinto l'argento nella categoria −76 kg. Il suo miglior risultato ai mondiali è stato il quarto posto ad Atene 1999. Alla sua seconda apparizione olimpica a Sydney 2000 si è classificato diciassettesimo nel torneo degli −85 kg. Al termine dei Giochi si è ritirato dall'attività agonistica, salvo un'apparizione nel 2012, dopo una pausa di oltre dieci anni.
Nel 2007 si è laureato presso l'università LAMK, ed ha ottenuto il titolo di istruttore sportivo. È stato attivista del Partito Socialdemocratico Finlandese (SDP), per il quale è divenuto consigliere comunale a Nokia. 
Alle elezioni parlamentari del 2007 è eletto nella circoscrizione di Pirkanmaa, ed è divenuto deputato all'Eduskunta per la prima volta. Alle elezioni del 2019 ha ottenuto nuovamente un seggio all'assemblea legislativa.
È prozio dell'hockeista Rosa Lindstedt.

## Palmarès
- Giochi olimpici

Atlanta 1996: argento nei pesi welter:
- Europei

Kouvola 1997: argento nei −76 kg.
- Giochi del Mar Baltico

Tallinn 1993: bronzo nei −82 kg.